# Mul
Mul es una ciudad y  municipio situada en el distrito de Chandrapur en el estado de Maharashtra (India). Su población es de 25449 habitantes (2011). Se encuentra a 47 km de Chandrapur.

## Demografía
Según el censo de 2011 la población de Mul era de 25449 habitantes, de los cuales 12764 eran hombres y 12685 eran mujeres. Mul tiene una tasa media de alfabetización del 82,12%, inferior a la media estatal del 82,34%: la alfabetización masculina es del 87,72%, y la alfabetización femenina del 76,54%.